# Zodiak Media
Zodiak Media fue una productora francesa independiente. En febrero de 2016, Zodiak se fusionó con Banijay.

## Historia
En 2008, el grupo se renombró como Zodiak Entertainment después de la adquisición de Zodiak Television (países nórdicos, Europa del Este, Rusia).
En 2010, la empresa cambió su nombre a Zodiak Media, tras la adquisición de RDF Media Group. Zodiak Kids (ahora una empresa de Banijay), la división del grupo dedicada a la programación infantil y familiar, fue creada en 2014.
En febrero de 2016, Zodiak Media se fusionó con Banijay.